# باستان‌مردم‌شناسی
به مطالعۀ ویژگی‌های فرهنگی جوامع کنونی با استفاده از روش‌های پژوهشی باستان‌شناختی بر مبنای شیوه‌های تولید مواد فرهنگی، باستان‌مردم‌شناسی' (ethnoarchaeology) می‌گویند.